# Yaqub al-Mansur
Yaqub al-Mansur, död 1199, var monark i Almohadkalifatet 1184–1199.